# Stephan Bodzin
Stephan Bodzin (nacido el 4 de agosto de 1969 en Bremen) es un DJ alemán de  melodic techno, productor de Melodic Techno y propietario de un sello discográfico . Stephan Bodzin también actúa como artista en vivo. Músico de formación clásica, es productor de proyectos de música electrónica principalmente. En mayo de 2007 salió a la venta el álbum de debut de Bodzin, Liebe Ist, con el sello Herzblut.
El 5 de junio de 2021, Bodzin anunció el lanzamiento de su tercer álbum, "BOAVISTA", previsto para el 11 de octubre de 2021.

## Biografía
Bodzin nació en Bremen (Alemania Occidental) y es hijo de un músico experimental. La composición de música para teatros europeos fue la primera plataforma de éxito para la música de Bodzin.
Los productores Oliver Huntemann y Marc Romboy han trabajado con Bodzin. Ha remezclado canciones para Depeche Mode, Booka Shade y The Knife. Bodzin ha grabado en los sellos Get Physical, Datapunk, Gigolo, Systematic y Giant Wheel.

## Discografía
STEPHAN BODZIN
- Caligula / Marathon Man (dic. 2005 - Systematic Recordings)
- Tron / Midnight Express (agosto de 2006 - Systematic Recordings)
- Queroseno / Cucuma (Sept. 2006 - HERZBLUT)
- Péndulo / Silueta (Sept. 2006 - Spielzeug Schallplatten)
- Valentine / Papillon (Oct. 2006 - HERZBLUT)
- Daytona Beach / Bedford (Ene. 2007 - Spielzeug Schallplatten)
- El amor es... / Mondfahrt (Abril 2007 - HERZBLUT)
- ALBUM Love is... (mayo de 2007 - HERZBLUT)
- Bremen Este / Estación 72 (marzo de 2008 - HERZBLUT)
- ALBUM Powers Of Ten (2015 - HERZBLUT)
- ALBUM Strand (2017 - HERZBLUT)
- ÁLBUM Boavista (2021 - Afterlife)

STEPHAN BODZIN vs MARC ROMBOY (con Marc Romboy)
- Ariel / Mab (oct. 2007 - HERZBLUT)
- Calisto / Pandora (jun. 2007 - Systematic Recordings)
- Puck / Io (dic. 2006 - HERZBLUT)
- Telesto / Hydra (Nov. 2006 - Systematic Recordings)
- The Alchemist (agosto de 2006 - 2020 Vision UK)
- Atlas / Hyperion (julio de 2006 - Systematic Recordings)
- Ferdinand / Phobos (mayo de 2006 - Systematic Recordings)
- Luna / Miranda (Nov. 2005 - Systematic Recordings)

BODZIN & HUNTEMANN (Con Oliver Huntemann)
- Black EP (enero de 2006 Gigolo Records)
- Black Sun (abril de 2006 - Datapunk)

REKORDER (Con Oliver Huntemann)
- Rekorder 1 (Sept. 2005 - Rekorder)
- Rekorder 2 (Nov. 2005 - Rekorder)
- Rekorder 3 (Ene. 2006 - Rekorder)
- Rekorder 4 (Mar. 2006 - Rekorder)
- Rekorder 5 (May. 2006 - Rekorder)
- Rekorder 6 (Sept. 2006 - Rekorder)
- Rekorder 7 (Dic. 2006 - Rekorder)
- Rekorder 8 (Abr. 2007 - Rekorder)
- Rekorder 9 (Jun. 2007 - Rekorder)
- Rekorder 10 (Oct. 2007 - Rekorder)
- Rekorder 0 (Mar. 2008 - Rekorder)

ELEKTROCHEMIE (Con Thomas Schumacher & Caitlin Devlin)
- Mucky Star / Calling You (enero de 2007 - Get Physical Music)
- Don't go / You're my kind (marzo de 2006 - Get Physical Music)
- Pleasure Seeker EP (Oct. 2005 - Get Physical Music)

THOMAS SCHUMACHER (con Thomas Schumacher)
- Is Not EP (Nov. 2006 - Spielzeug Schallplatten)
- Inicio ALBUM (mayo 2006 - Toy Records)
- Red Purple (marzo de 2006 - Toy Records)
- Kickschool 79 (dic. 2005 - Discos de juguete)
- Bring it Back EP (Sept. 2005 - Toy Records)
- Heat it up (julio de 2005 - Toy Records)
- Yara (marzo de 2005 - Toy Records)

H-HOMBRE (con Oliver Huntemann)
- Calle Poland 51 (octubre de 2006 - Giant Wheel)
- Turbo EP (febrero de 2006 - Giant Wheel)
- Mimi (Sept. 2005 - Giant Wheel)
- Spacer / Rock This Place (Giant Wheel de marzo de 2005)
- Manga / Flip Flop (Nov. 2004 - Giant Wheel)

## Otras Fuentes
- Artículo en Resident Advisor
- Rekorder En Discogs